# Ernie Hamilton
Ernest Samuel "Ernie" Hamilton (Montreal, Quebec, 17 de abril de 1883 – 19 de dezembro de 1964) foi um jogador de lacrosse canadense. Hamilton fez parte da equipe canadense que conquistou a medalha de ouro nos Jogos Olímpicos de Verão de 1908 em Londres.